# 曲马多

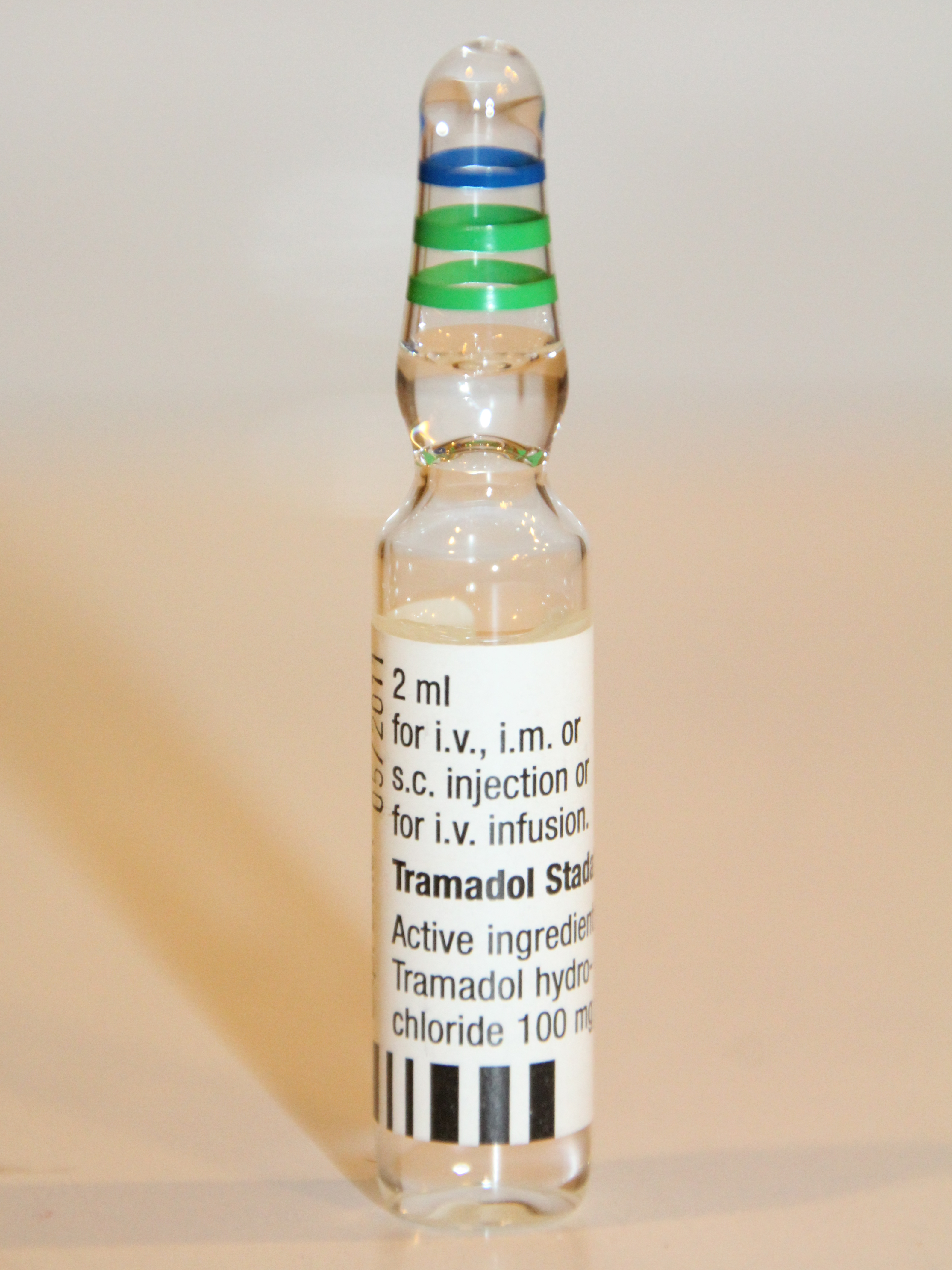
Tramadol HCl

曲马多（INN：tramadol）是一种阿片类药物 ，属作用于中枢的镇痛药，可缓解普通到严重的疼痛。该药是人工合成的，至少有两种作用机理：曲马多的活性代谢物对μ-阿片类受体具强亲和力、曲马多原型则为弱的5-羟色胺和去甲肾上腺素再摄取抑制剂（SNRI）。
曲马多于1970年代末由西德的格蘭泰公司（Grünenthal GmbH）开发，商品名為Tramal。Grünenthal公司同时也与其他药品公司相互特许了该药，更改了商品名，例如Ultram等。曲马多与其他鴉片类药物结构十分不同。最接近的药物是属于同类化合物的他喷他多，而且该药也是由Grünethal公司开发的。

## 用途
曲马多可用于治疗中等至严重的疼痛。有研究表明，曲马多对去甲肾上腺素和血清张力素系统的作用以及减轻痛感的作用，可以减轻抑郁症和焦虑症的痛苦。然而，专家并不同意将此药大规模推广，因为那样将遭受泛滥之灾。

### 有效性
曲马多常以盐酸盐形式销售（盐酸曲马多），特殊情况下也可用酒石酸盐。曲马多可用于注射或服用，也可与扑热息痛同时使用。注射液剂型用于某些情况下的病人自控镇痛泵，包括曲马多独立药剂或是混合（如加入吗啡）药剂。
曲马多可制成如下剂型：
- 胶囊
- 片剂
- 缓释片剂
- 缓释胶囊
- 咀嚼片
- 舌下或含服式低残留和／或无包衣型片剂
- 栓剂
- 泡腾片或粉末
- 皮下，肌肉和静脉注射剂
- 脊椎部位无防腐注射剂
- 复合粉剂
- 口服液剂
- 混合有扑热息痛或阿司匹林的片剂或胶囊

曲马多在实验中采用多种剂型的配方，其中包括凝胶、乳膏、用于神经痛的液剂、肠雾剂、浓缩灌肠剂、膏药等，这与利多卡因十分相似。 
曲马多有特殊的微苦味，比吗啡和可待因要淡许多。口服或含服剂须加入蔽苦剂。

### 剂量
标准剂量是每天50–400mg，最高每天400mg（依据德国该药说明书上的说明：Grünenthal公司的Tramal 100mg缓释片以及Mundipharma Ges. m.b.H公司的Tramundal100mg/ml 滴瓶和100/200ml 定量瓶），及每天最高600 mg的静注／肌注量。中国市场销售的50mg／片曲马多片（美国有37.5mg曲马多混合325mg of 扑热息痛），每次1至2片，间隔4至6小时服用。
曲马多对用于镇痛的多种鴉片类增强剂有显著的应答，特别是盐酸异丙嗪，与之可在肝内产生强活性代谢产物，这与可待因衍生镇痛药相似。奥芬那君、羟嗪、苯拉海明、氯苯那敏、卡立普多 以及 苯二氮常用来增强曲马多等药物的药效。可乐定可减轻曲马多的副作用并提高最大用药量，不过相对的减少了治疗效果。
卡马西平 及其他药物若要达到曲马多的药效需增至120%的剂量。对于某些病人，服用氟西汀15天内再服用曲马多会降低曲马多药效， 原因与p450细胞色素的某些机理相关，同理也会降低可待因、双氢可待因等类似药物的药效。氟西汀与曲马多同时服用会增大曲马多的副作用，如必须同时服用，须同时服用抗血清张力素（antiseritonergic）药物除去副作用，如赛庚啶，多种吩噻嗪或抗痉挛药。
除了可以作为镇痛药，曲马多还可与阿片类混用，以代替如度洛西汀等辅剂，用于扩大鴉片类的镇痛谱。它对于吗啡、可待因及其衍生物很有效，对于美沙酮、哌腈米特和左啡诺也有一定效果，与哌替啶共同使用时需慎重，因为二者的叠加效应会对中枢神经系统和外周系统产生毒害。曲马多常与其他常用辅剂（如奥芬那君等）混用，虽然这些影响血清张力素和去甲肾上腺素水平的辅剂如阿米替林、环苯扎林、度洛西汀以及单胺氧化酶抑制剂（MAO inhibitor）在与曲马多共同使用时要慎重而且须减量使用。

### 未获批准和研究中的用途
- 糖尿病神经病变[8][9]
- 疱疹后神经痛[10][11]
- 纤维肌痛综合征[12]
- 睡眠脚动症 [13]
- 戒除阿片类症状[14][15]
- 偏头痛[16]
- 强迫症[17]
- 早泄[18]

### 兽医学
曲马多用于治疗猫和狗等动物术后的，外伤造成的，或是慢性的（如癌症造成的）疼痛。 （页面存档备份，存于）曲马多给动物服用时应改变剂量，并制成口服糖浆或口服液（曲马多的苦味并不重，也可混进食物或水中让动物进食）。

## 作用机理
曲马多的作用机理还未完全研究透彻，不过主要机理是对去甲肾上腺素和血清张力素系统及μ-阿片受体激动作用进行调变。非阿片受体活动的镇痛效应，是由曲马多并未被μ-阿片受体拮抗药纳洛酮完全排斥这个事实证明的。
曲马多以外消旋混合物形式销售，这种形式对μ-阿片受体亲和性极低，约是吗啡的六千分之一。（+）-异构体的μ-阿片受体亲和性和血清张力素重吸收约为（-）-异构体的4倍，但（-）-异构体会产生去甲肾上腺素重吸收效应。因此，两者的协同止疼效果相当好。
曲马多的血清素激活性质决定了它拥有与其他血清素激活剂作用的趋势。当曲马多与血清张力素重吸收抑制剂（如SSRI）同时服用时会增加患血清素综合征的风险，这些药物不但会增强血清张力素的效应还会抑制曲马多代谢。曲马多也被认为具有NMDA型拮抗效应，可能被用于神经痛的治疗。

## 代谢
曲马多经由肝脏代谢，通过细胞色素 P450的同工酶CYP2D6，被O-和N-去甲基化产生五种代谢物。其中，O-去甲基曲马多（即M1代谢产物）因其200倍于（+）-曲马多的μ-受体亲和性，以及9小时的半衰期（曲马多只有6小时），最为重要。6%的人群会显示出CYP2D6高活性， 对他们来说镇痛效应会有所增强。肝代谢II相酶使代谢物产生水溶性并排泄到肾。因此对肾脏及肝脏功能损伤的患者应减量服药。

## 副作用
最常见的药物不良反应是反胃，呕吐，出汗及便秘。倦睡也是不良反应之一，尽管没有阿片类那么强烈，而阿片类常见的副作用呼吸抑制，却在临床上不常见。曲马多会降低癫痫的发作阈。当与SSRI、三环抗抑郁药同时服用，或是给患有癫痫的患者服药，癫痫的发作阈会大幅降低。一旦发作，常会引起强直阵挛性发作。需要抗凝血治疗的患者服用华法林时需减量，以避免出血。此外，慢性阿片类给药可能引发免疫耐受 ，或是对认知功能和人格的不利影响。

## 怀孕和哺乳期
曲马多在FDA妊娠期用药分类规定上是C等级，即动物实验中发现可能对胎畜有害，在人类尚缺乏有关研究。因此只有在“对孕妇的益处大于对胎儿的危害”下使用。
曲马多也不推荐给进入哺乳期的孕妇使用，因为药物会进入乳汁。 不过，进入乳汁的药量毕竟很少，孕妇按规定剂量是可以服用的。

## 依赖性

### 生理依赖性及戒除
曲马多会造成生理依赖和戒除综合征。 曲马多会引发典型和非典型的戒瘾症状。非典型戒瘾效应很有可能与曲马多的血清素和去甲肾上腺素重吸收效应有关。其症状包括，焦虑，烦躁，麻痹，发汗和心悸。生理依赖于止痛药的患者最好有规律地服药以防止断瘾症状发作以及当停服曲马多时，会与剂量，服药时间及身体状况影响到患者的停药期。

### 精神依赖性和药品滥用
有些人对曲马多的依赖性持有争议。Grünenthal公司已将曲马多升格为比传统阿片类较低成瘾性的阿片类药物，声称临床试验中只有极少证据证明其依赖性。他们给出的解释是M1代谢物的μ-阿片受体活性和去甲肾上腺素重吸收效应抑制了依赖性。
研究表明患者不太会像滥用一般的NSAID一样滥用曲马多。尽管如此，此药还是会引起依赖作用，只是剂量更大，时间更久。 不过，这是在未考虑到曲马多并未作为管制药品而像其他阿片类药物被限制使用的情况下的估计。对于美国、澳大利亚等国，都只是把曲马多作为处方药而不是管制用药。
一项针对不同药物的对照研究发现，"在人群中12个月内滥用了至少1次下列药物的比例分别为，NSAID为2.5%，曲马多为2.7%，氢可酮为4.9%。当考虑到一次以上的相关性后，滥用率为，NSAID是0.5%，曲马多0.7%，氢可酮1.2% 。因此研究结果表明慢性神经疼人群滥用／依赖性的泛滥程度（主要是女性），曲马多和NSAID相当，并远低于氢可酮。"这意味着曲马多的滥用度与一般的NSAID（如布洛芬）相当。
曲马多因其高剂量造成癫痫的高发性，用于医疗以外的用途会非常危险。 曲马多虽然可与μ-阿片受体作用，但作用强度远不及其他阿片类（因此不易上瘾）。 曲马多的某些副作用如恶心，眩晕等从某种程度上来说会减少药物滥用程度。 曲马多也可用于缓解戒除更易上瘾的阿片类时的断瘾症状，而且较易减量（戒除）。 该药对睡眠形态也有影响，高剂量会阻碍睡眠。

## 动物治疗
曲马多是最可靠最有效的兽类止痛药之一。该药会产生温和的抗焦虑效果。曲马多可用于解除猫狗的疼痛。这在兽医学上很有用处、因为许多常用的NSAID對动物毒性很高。
动物使用曲马多时，会造成副作用。最常见的有：便秘，肚子痛，心率降低等。如果药物过量，则会造成精神状态变化，针尖样瞳孔和癫痫发作。若发生上述事件，兽医应该及时更变治疗方案。若患有一些已知的禁忌症需改用其他药物。曲马多不能与丙炔苯丙胺或其他精神类药物如血清素重吸收抑制剂，三环抗抑郁药或单胺氧化酶抑制剂一同服用。对于动物，曲马多由肝和肾排出体外。患有这些器官疾病的动物应控制剂量，在兽医的指导下使用。
曲马多对于动物的剂量和给药如下：对于狗，初次服药为一次1-2 mg/kg，每天两次；对于猫，一次2-4 mg/kg，一天两次。

## 法律状态
与大多数阿片类不同，曲马多并非是管制类药物，而是处方药。在某些国家，复方制剂的曲马多甚至是非处方药。 瑞典于2008年五月将曲马多列入管制类药品。  Archive.today的存檔，存档日期2012-08-04 中国国家食品药品监督管理局于2007年10月11日发布的《精神药品品种目录（2007年版）》中，将曲马多升格为第二类精神药品，并加强对其监管力度。